# AE Andromedae
AE Andromedae är en ensam stjärna belägen i den mellersta delen av stjärnbilden Andromeda. Den har en högsta skenbar magnitud av ca 17,0 och kräver ett kraftfullt teleskop för att kunna observeras. Baserat på parallax enligt Gaia Early Data Release 3 på ca 0,0134 mas beräknas den befinna sig på ett avstånd av ca 2 500 000 ljusår (ca 780 000 parsec) från solen. Den rör sig närmare solen med en heliocentrisk radialhastighet av ca -193 km/s. Den är en lysande blå variabel (LBV) och en av de mest ljusstarka variabla stjärnorna i M31, Andromedagalaxen.

## Observation

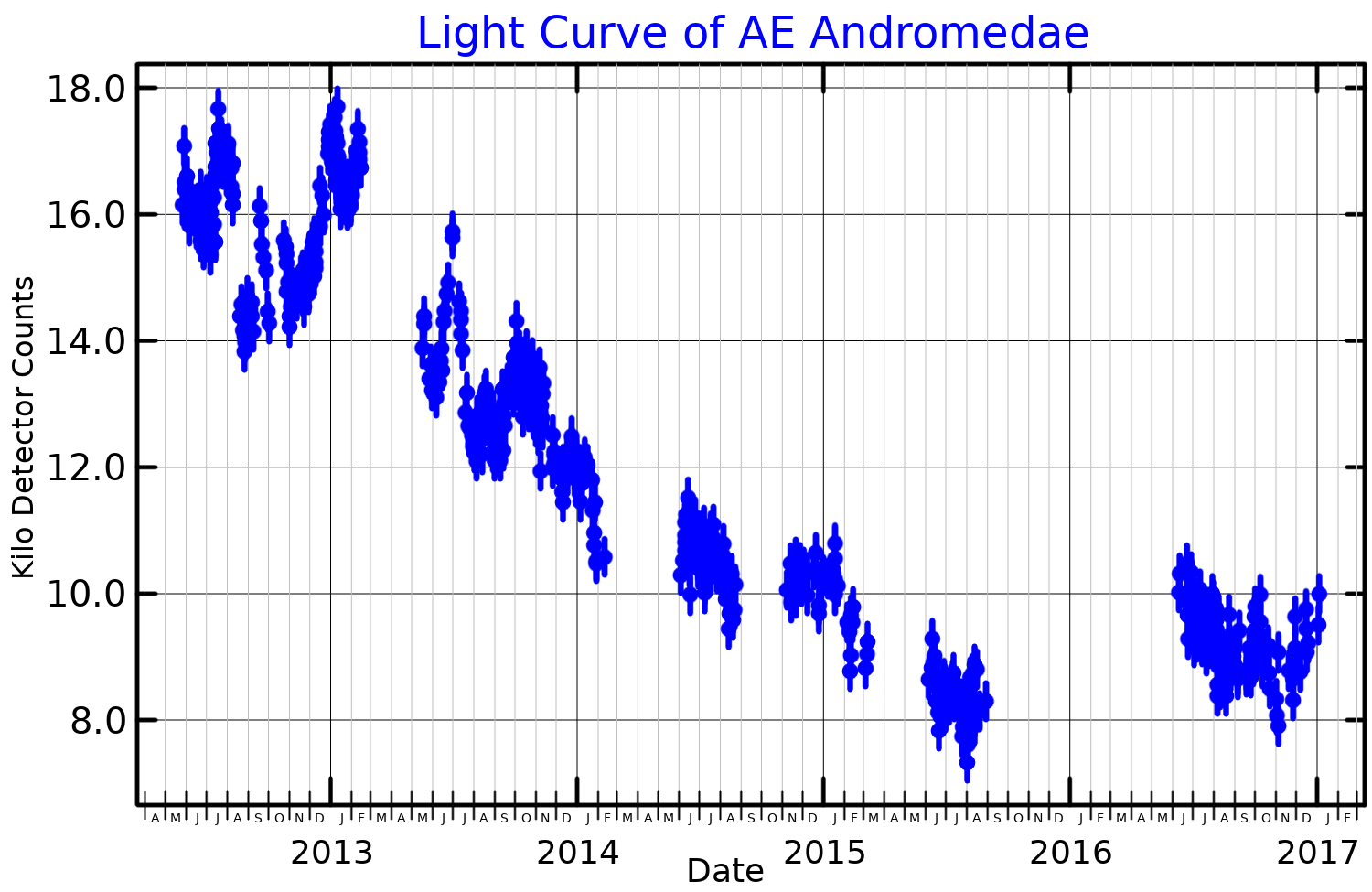
Ljuskurva i visuella bandet för AE Andromedae, skapad med Palomar Transient Factory-instrumentet.

AE Andromedae upptäcktes 1928 vid Harvard College Observatory vara variabel, med ett fotografiskt magnitudintervall på 14,7-15,6, och betecknades HV 4476. Ett år senare fick den variabelbeteckningen AE Andromedae. Vid den tiden var den det ljusaste stjärnobjektet i M31 och bibehöll en liknande ljusstyrka i cirka 20 år.
Tidigt i undersökningarna som ledde till definitionen av LBV:er identifierades AE Andromedae som lik de fem Hubble-Sandage-variablerna: Var A, Var B, Var C och Var 2 i M33, och Var 19 i M31 (=AF Andromedae). Baserat på färg-färgjämförelser tilldelades den spektraltyp B och beskrevs som relaterad till P Cygni-variablerna. Observationer från 1960 till 1970 visade oregelbundna variationer i B-magnituden (blå) mellan 16,2 och 17,6, med mycket liknande V-magnituder och U-magnituder runt 0,4 magnitud ljusare. Det första detaljerade spektrumet publicerades 1975.

## Spektrum
AE Andromedae har ett säreget emissionslinjespektrum som beskrivs som mycket likt Eta Carinae, troligen på grund av en tät stjärnvind. Spektrumet år 2010 visade svagare emissionslinjer och några svaga och varierande absorptionslinjer.
AE Andromedae har framträdande tillåtna och förbjudna Fe II- och vätelinjer i dess emissionsspektrum, såväl som svagare He I- och N II- linjer. Vissa egenskaper tyder på en spektraltyp B2-B3 men emissionen och variabiliteten trotsar en normal klassificering.
250,7 nm Fe II-linjen har ovanligt stark emission. Samma egenskap i Eta Carinaes spektrum har tillskrivits en UV-laser.

## Egenskaper
AD Andromedae var den ljusaste stjärnan i M31 när den först upptäcktes under ett utbrott, med en skenbar magnitud på runt 15, motsvarande en absolut magnitud på −10,2, eller ungefär en miljon gånger ljusare än solen. Detta antyder att utbrottet kan ha ökat stjärnans luminositet, vilket skulle vara ovanligt för en LBV. Temperaturen vid den tidpunkten är inte känd på grund av brist på spektra eller multibandsfotometri, men en typisk LBV är runt 8 000 K under ett utbrott. 
Sedan upptäcktsutbrottet har AD Andromedae mestadels varit i den vilande, eller heta, LBV-fasen, med små oregelbundna ljusstyrkefluktuationer. Spektrumet har varierat avsevärt även under den tiden, vilket tillskrivs variationer i stjärnvindstyrkan. Temperaturen anses allmänt ligga runt 20 000 K, vilket överensstämmer med en position på S Doradus instabilitetsremsa.
Stjärnans stjärnvindar är starka, ca 3 × 10-5 solmassa per år, men långsamma, och har uppmätts i storleksordningen 100 km/s vilket bidrar till deras optiska densitet. Det finns ett skal av 6 × 10-3 solmassa som tros ha kastats ut under utbrottet i början av 1900-talet med en hastighet av minst 3 × 10-4 solmassa per år.
Den effektiva radien i viloläge har modellerats till 55 solradier, baserat på en effektiv temperatur på 21 000 K. Under ett utbrott skulle temperaturen sjunka och radien öka dramatiskt när en pseudofotosfär bildas på grund av ökad massförlust.
Stjärnans massa har inte beräknats explicit, men den här typen av stjärna är massiv, vanligtvis 50–120 solmassor.